# Saint-Laurent-Rochefort
Saint-Laurent-Rochefort ist eine ehemalige französische Gemeinde mit 247 Einwohnern (Stand: 1. Januar 2022) im Département Loire in der Region Auvergne-Rhône-Alpes. Sie gehörte zum Arrondissement Montbrison. Die Bewohner werden Saintlureins und Saintlureines genannt.
Der Erlass des Präfekten vom 23. Dezember 2024 legte mit Wirkung zum 1. Januar 2025 die Eingliederung von Saint-Laurent-Rochefort als Commune déléguée zusammen mit den früheren Gemeinden Débats-Rivière-d’Orpra und L’Hôpital-sous-Rochefort zur Commune nouvelle Solore-en-Forez fest.

## Geografie

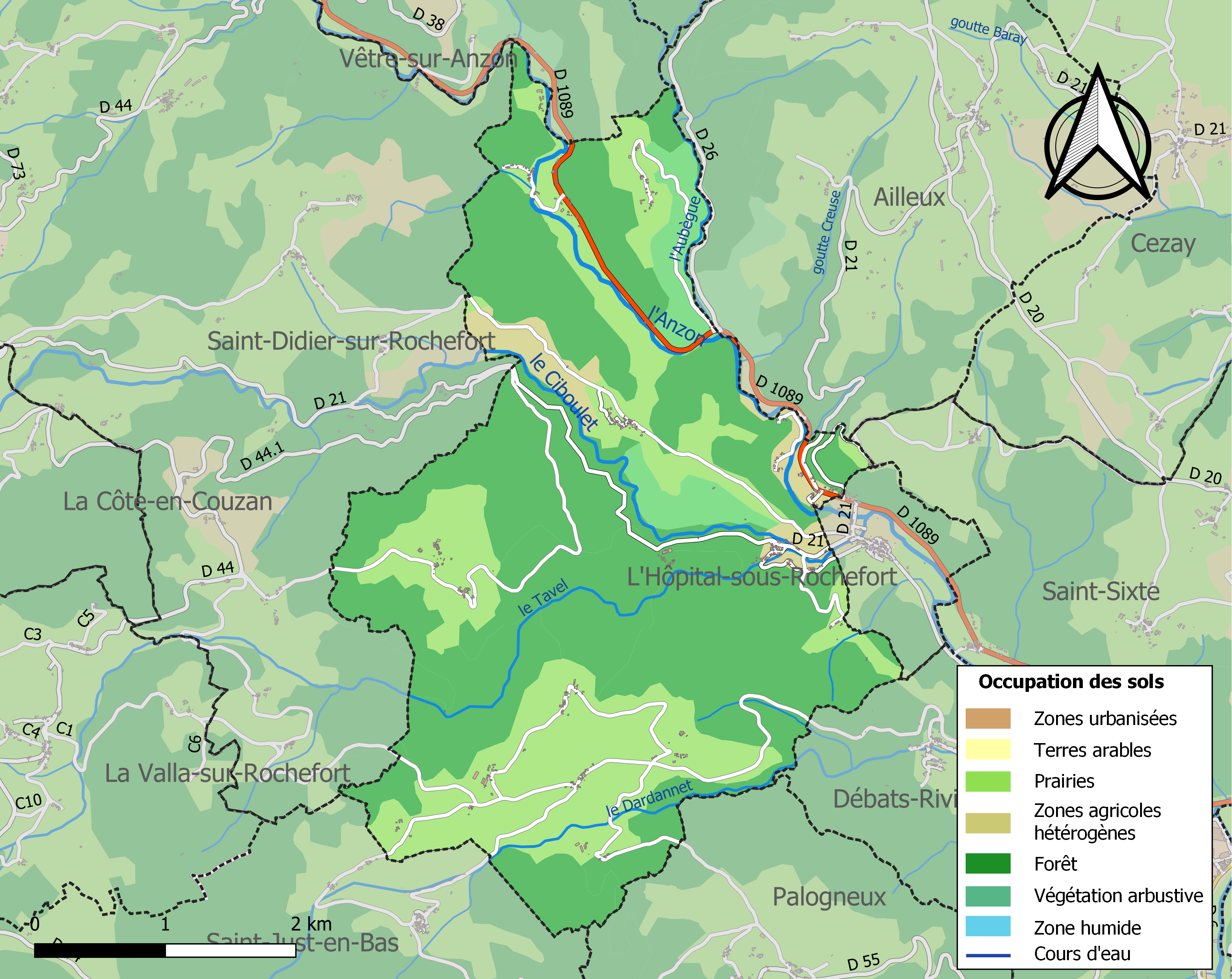
Bodennutzung, Hydrografie und Infrastruktur von Saint-Laurent-Rochefort (2018)

Saint-Laurent-Rochefort liegt etwa 21 Kilometer nordnordwestlich von Montbrison, etwa 52 Kilometer nordnordwestlich von Saint-Étienne und etwa 71 Kilometer westlich von Lyon in der historischen Provinz des Forez an der Ostflanke des gleichnamigen Gebirges. Der Ort liegt im Einzugsbereich der Loire und wird von Anzon bewässert, der ihn im Nordosten von Nordwest nach Südost durchströmt, und seinen Zuflüssen Aubègue, Ciboulet, Tavel und Dardannet.  Das Bodenrelief steigt beiderseits des Anzon nach Nordost bzw. Südwesten hin bis auf 895 m Höhe im äußersten Südwesten an. Das Ortszentrum am Zusammenfluss von Ciboulet und Tavel liegt auf etwa 440 m Höhe, die niedrigste Erhebung des Orts wird mit 420 m im Süden beim Austritt des Anzon aus dem Ortsgebiet gemessen.
Teile des Gebiets von Saint-Laurent-Rochefort gehören zum Natura-2000-Schutzgebiet „Lignon, Vizezy, Anzon et leurs affluents“ (FR8201758) und zu den ZNIEFF-Naturzonen „Monts du Forez“ (820032467), „Ruisseau du Tavel“ (820032399) und „Plateau de Saint Sixte“ (820032415).
61 % der Fläche von Saint-Laurent-Rochefort sind bewaldet, 34 % werden landwirtschaftlich, hauptsächlich als Grünland genutzt, 5 % sind Flächen mit Strauch- und/oder Kräutervegetation (Stand: 2018).
Umgeben wird Saint-Laurent-Rochefort von den Nachbargemeinden und den Communes déléguées der Commune nouvelle:
|                        | Vêtre-sur-Anzon                             | Ailleux                                                 |
| La Côte - Saint-Didier | Kompassrose, die auf Nachbargemeinden zeigt | Saint-Sixte L’Hôpital-sous-Rochefort (Commune déléguée) |
| Saint-Just-en-Bas      | Palogneux                                   | Débats-Rivière-d’Orpra (Commune déléguée)               |

## Geschichte
Das Gebiet ist von antiken Wegen durchzogen und verfügt über zahlreiche strategische Standorte, die sich für die Errichtung befestigter Wohnhäuser eigneten. gallorömische Siedlungen wurden in den Weilern Chira-Gros und Durrieuse sowie am Ort Solore errichtet. Solore wurde im Frühmittelalter der Hauptort eines Agers (Territoriums) (Ager Solobrensis, erwähnt im Jahr 930). Reste von Befestigungen und Wohnhäusern aus dem frühen Mittelalter sind in Tavel und Château-Vieux, vor allem aber in Rochefort zu sehen.

## Bevölkerungsentwicklung
| Jahr                       | 1962 | 1968 | 1975 | 1982 | 1990 | 1999 | 2006 | 2013 | 2020 |
| -------------------------- | ---- | ---- | ---- | ---- | ---- | ---- | ---- | ---- | ---- |
| Einwohner                  | 442  | 406  | 312  | 260  | 279  | 248  | 256  | 242  | 255  |
| Quellen: Cassini und INSEE |      |      |      |      |      |      |      |      |      |

## Sehenswürdigkeiten
- Pfarrkirche Saint-Laurent aus dem 15. Jahrhundert, seit 1972 als Monument historique eingeschrieben
- Ruinen der ehemaligen Burg im Weiler Rochefort
- Ehemalige Kapelle der Burg, anschließend Pfarrkirche, heute Kapelle Saint-Médard-et-Saint-Loup in Rochefort aus dem 12. Jahrhundert, im 17. Jahrhundert erweitert mit einem Vortragekreuz aus dem 15./16. Jahrhundert, seit 1938 als Objekt in der Base Palissy klassifiziert ist
- Kapelle Sainte-Agathe im Weiler Collet, 1603 erbaut, im 19. Jahrhundert restauriert
- Ehemaliges Friedhofskreuz aus dem 16. Jahrhundert, südlich der Kirche gelegen, seit 1926 als Monument historique eingeschrieben

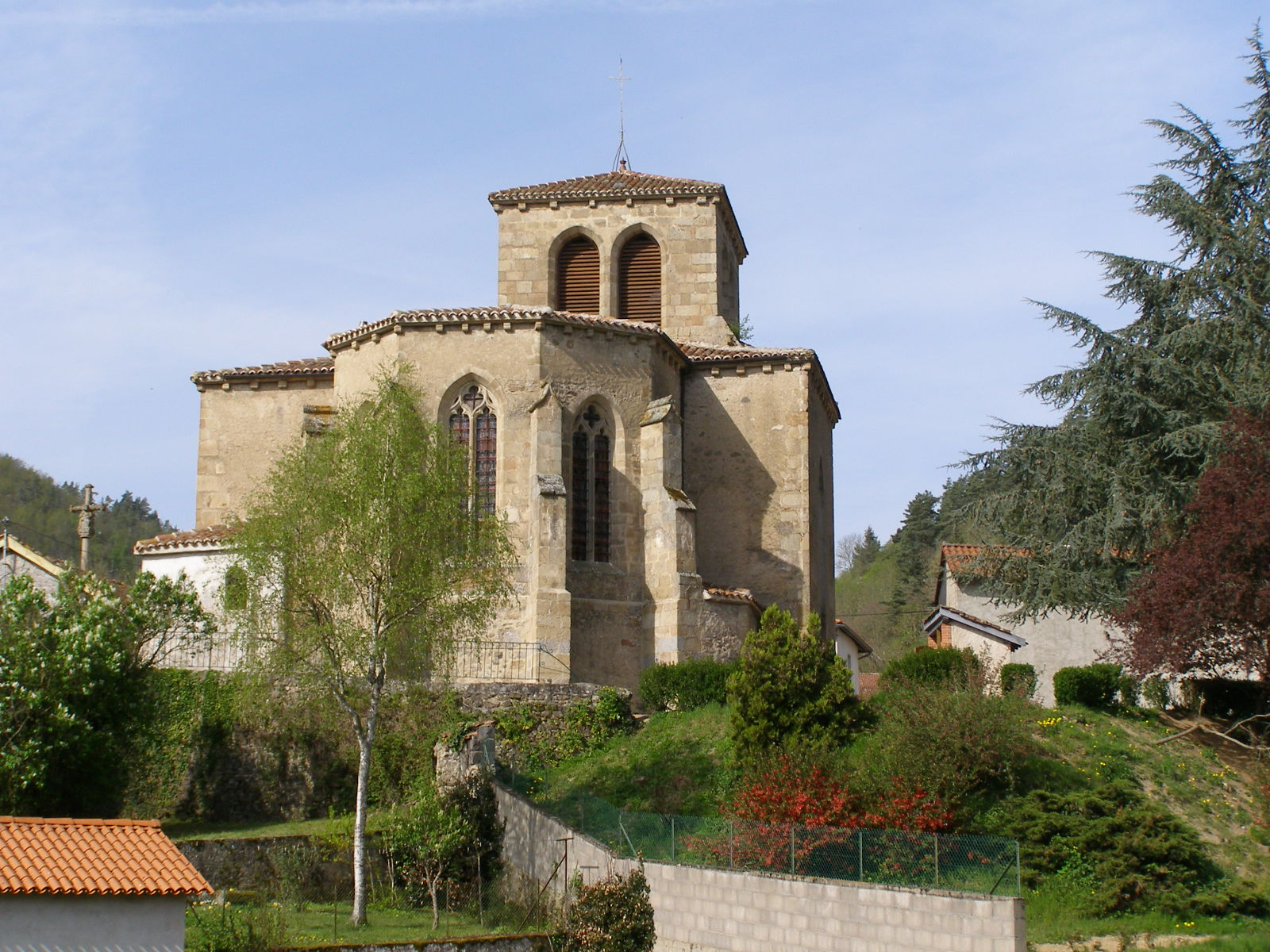
Pfarrkirche Saint-Laurent
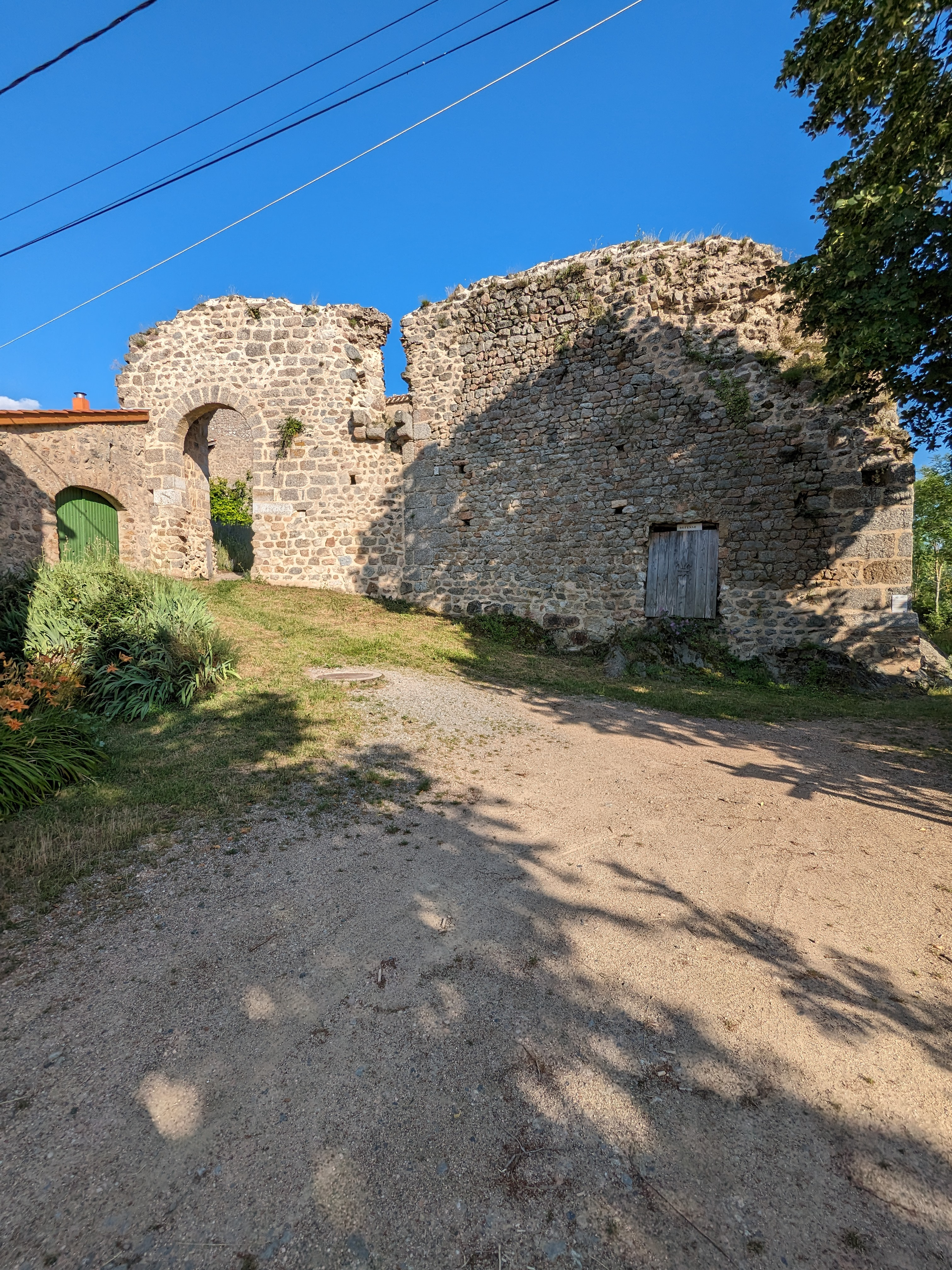
Ruinen der ehemaligen Burg
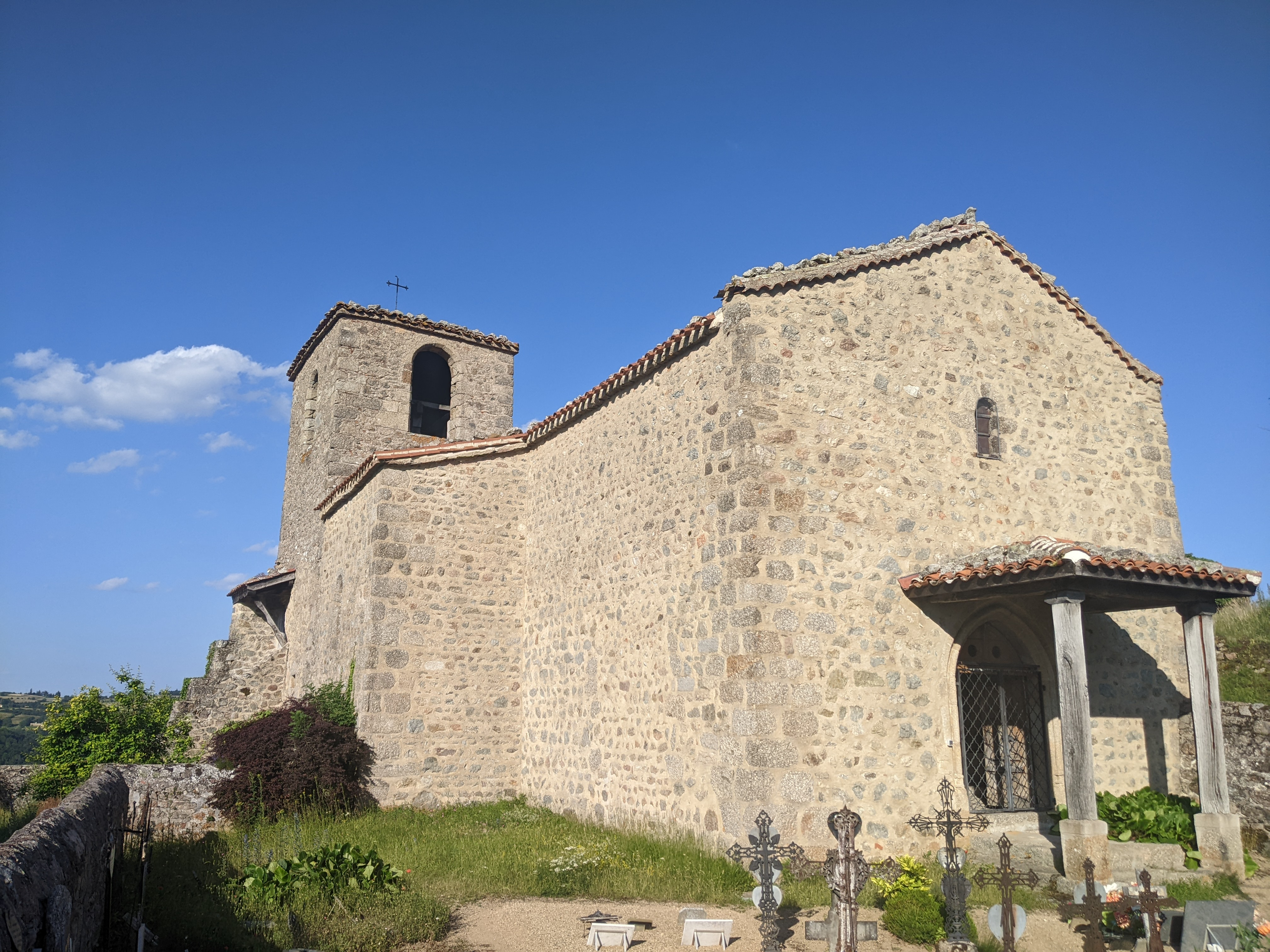
Kapelle Saint-Médard-et-Saint-Loup
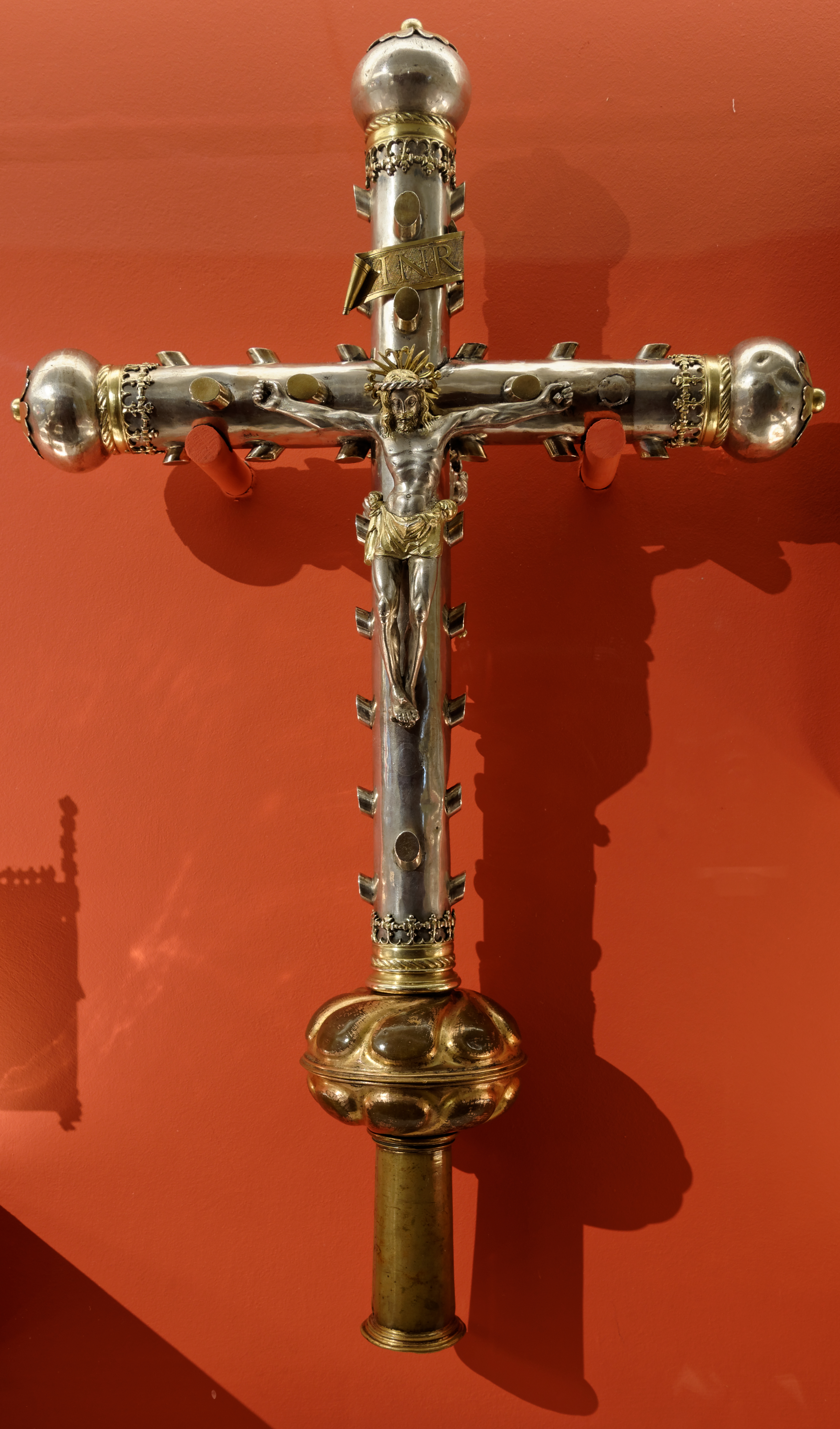
Vortragekreuz in der Kapelle Saint-Médard-et-Saint-Loup